# Paolo Sacchi

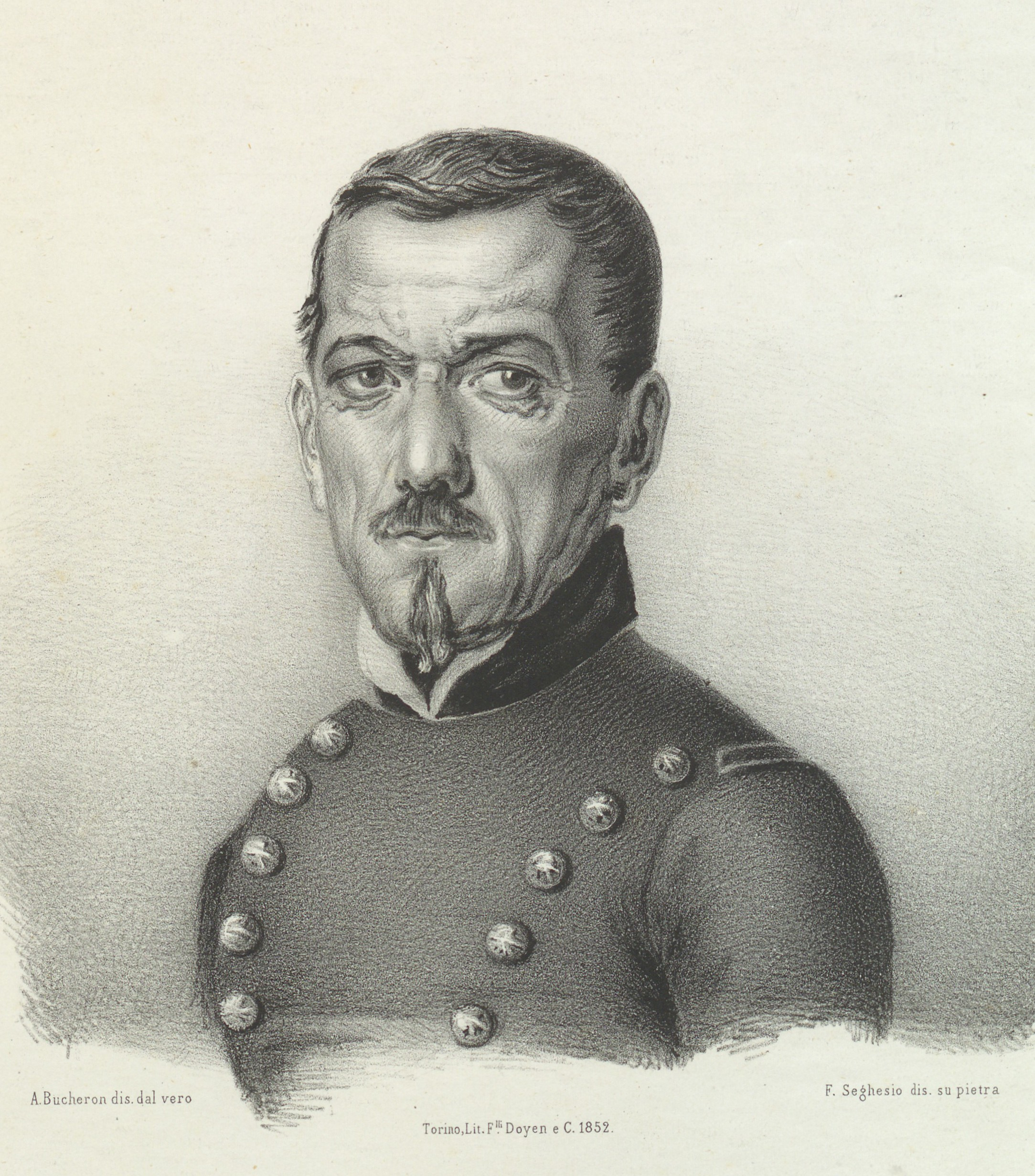
Paolo Sacchi ritratto da Angelo Bucheron, 1852

Paolo Filippo Sacchi (Voghera, 8 maggio 1807 – Torino, 26 maggio 1884) è stato un militare italiano, storicamente ricordato per un atto di eroismo che nel 1852 salvò la città di Torino da un incendio dalle conseguenze potenzialmente devastanti e che gli valse il soprannome di Eroico vogherese..

## Biografia
Nacque a Voghera l’8 maggio 1807, figlio di Eugenio Giuseppe e di Giuseppa Sormani, all’interno di una famiglia di modeste possibilità. Arruolatosi nell’Armata Sarda fu assegnato come servente all’artiglieria, venendo promosso nel maggio 1849 a furiere onorario del 1º Reggimento artiglieria operai.
Assegnato alla Compagnia polveristi, come sorvegliante della Fabbrica polveri degli stati sardi, sovrintendeva allo stoccaggio delle polveri da sparo presso la polveriera di Borgo Dora dove attualmente si trova l'ex Arsenale militare.

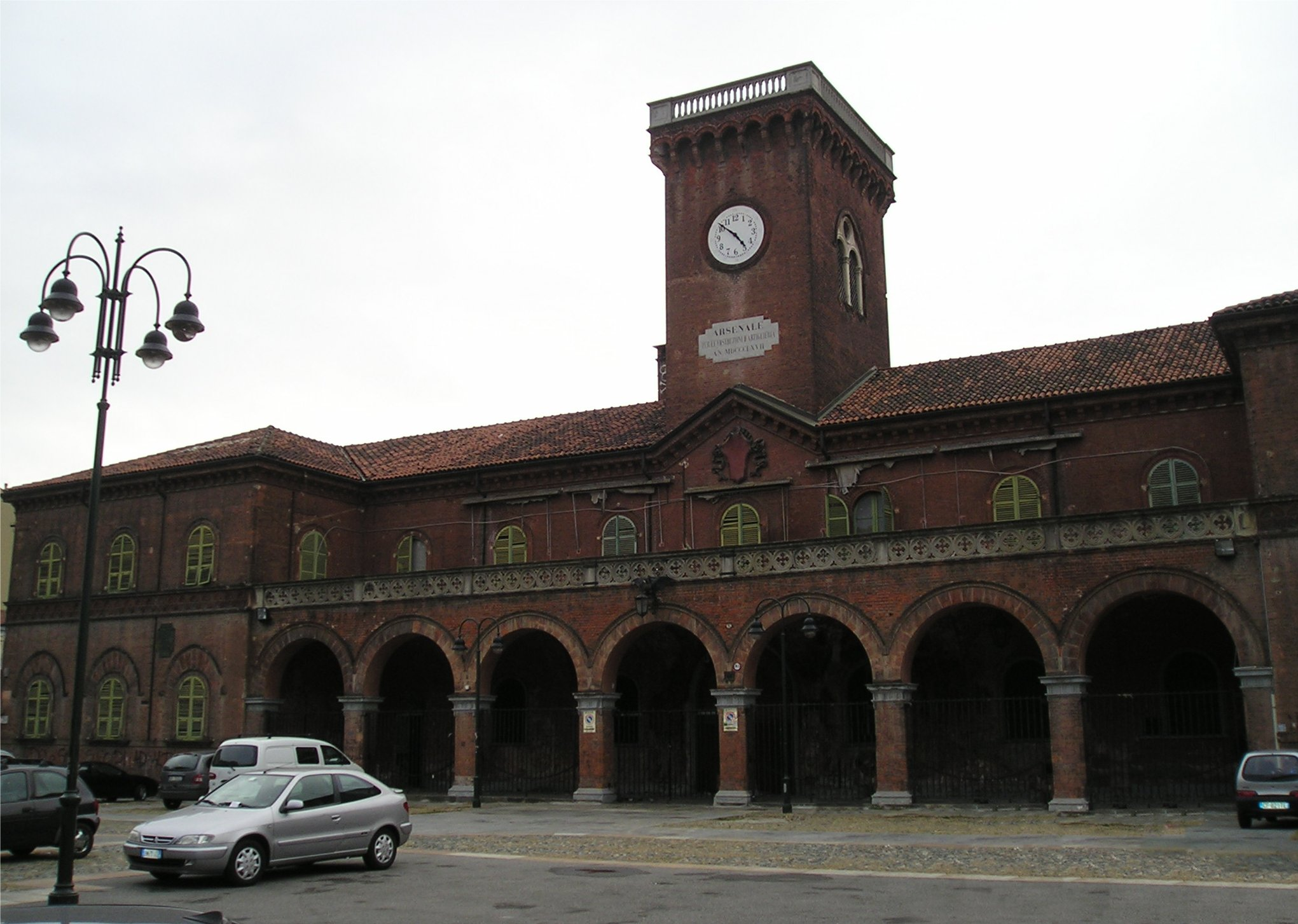
L'ex Arsenale militare di Borgo Dora a Torino, dove avvenne l'episodio di cui fu protagonista Paolo Sacchi (in basso all'estrema sinistra la lapide di bronzo in memoria)

Alle 11:45 del 26 aprile 1852 una scintilla, originatasi dall'attrito di una macchina, causò un incendio nel polverificio e ci fu quindi un'esplosione che provocò 26 morti, e numerosi feriti tra cui Sacchi stesso. L’esplosione di circa 25.000 chilogrammi di polvere da sparo provocò anche la quasi immediata distruzione di buona parte degli edifici e dei macchinari dell'arsenale. 
Siccome l'incendio minacciava di propagarsi e di intaccare altre tonnellate di polvere da sparo poste nel capannone vicino, causando così la distruzione di buona parte del quartiere, l'artigliere Sacchi senza alcun indugio e con grave rischio personale si lanciò tra le fiamme riuscendo a spegnere i tizzoni ardenti con una coperta e ad isolare i barili del capannone. Poco dopo sul luogo del disastro giunsero tra gli altri Massimo d'Azeglio, allora primo ministro, il re Vittorio Emanuele II, che arrivò cavalcando dal castello di Moncalieri, e don Bosco, il più famoso santo sociale piemontese. Il re ricompensò Paolo Sacchi nominandolo all'istante luogotenente di artiglieria, il che comportava un innalzamento del rango sociale.
Per il suo coraggioso gesto fu insignito della Medaglia d'oro al valor militare e gli vennero concessi la cittadinanza onoraria di Torino e una pensione annua di 1.200 lire. Per lo stesso evento fu decorato di medaglia d'argento il caporale Tommaso Defranchi, della Compagnia polveristi.
A Paolo Sacchi la città di Torino ha anche dedicato una delle vie del centro, interamente porticata e lunga oltre 1 km, a ridosso della stazione di Porta Nuova. La via gli fu intitolata nel 1853, ovvero un anno dopo il suo gesto eroico. Sacchi poté così per trent'anni passeggiare in una via che portava il suo nome.
Di animo molto pio e devoto, Sacchi rimase umile nonostante il glorioso riconoscimento e continuò sempre ad attribuire il merito di quell'azione all'ispirazione della Madonna della Consolata. Inoltre, come forma di ringraziamento, da quel giorno in avanti e per tutta la vita servì Messa ogni mattina presso il Santuario della Consolata.
Nel 1886 sul luogo della tragedia venne apposta una lapide in bronzo tuttora presente. Questa recita:
DA VOGHERA

SERGENTE FURIERE DI ARTIGLIERIA

ADDÍ 26 APRILE 1852

ESPONENDO CON SERENO CORAGGIO LA VITA

SALVA TORINO

MINACCIATA DALLO SCOPPIO DELLA POLVERIERA

IL MUNICIPIO

A MEMORIA DEL FATTO

E PER SEGNO DI GRATITUDINE

ALL'EROE

DAL RE PREMIATO

CON GRADI E ONORIFICENZE

QUESTA LAPIDE POSE»
Paolo Filippo Sacchi è sepolto nel Cimitero monumentale di Torino (campo primitivo ovest).